# Los Pirpintos
Los Pirpintos är en ort i Argentina.   Den ligger i provinsen Santiago del Estero, i den norra delen av landet, 1 000 km norr om huvudstaden Buenos Aires. Los Pirpintos ligger 176 meter över havet och antalet invånare är 1 729.
Terrängen runt Los Pirpintos är mycket platt. Runt Los Pirpintos är det mycket glesbefolkat, med 2 invånare per kvadratkilometer..
I omgivningarna runt Los Pirpintos växer i huvudsak lövfällande lövskog.